# Pseudoaslia
Pseudoaslia is een geslacht van zeekomkommers uit de familie Cucumariidae.

## Soorten
- Pseudoaslia tetracentriophora (Heding, 1938)